# Deer Lake (condado de Fayette)
Deer Lake es un lugar designado por el censo ubicado en el condado de Fayette en el estado estadounidense de Pensilvania. En el año 2010 tenía una población de 495 habitantes y una densidad poblacional de 120,7 personas por km².

## Geografía
Deer Lake se encuentra ubicado en las coordenadas 39°51′1″N 75°35′16″O / 39.85028, -75.58778. Según la Oficina del Censo de los Estados Unidos, Deer Lake tiene una superficie total de 1,6 mi² (4,1 km²), de la cual 1,51 mi² (3,9 km²) corresponden a tierra firme y 0,09 mi² (0,2 km²) es agua.